# Barra de herramientas

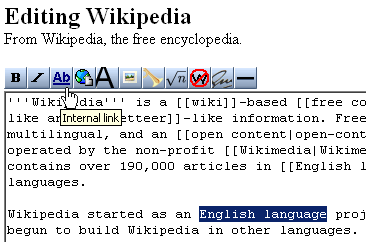
Barra de herramientas de edición de la Wikipedia.

Una barra de herramientas (en inglés, toolbar) es un componente de la interfaz gráfica de un programa y es mostrado en pantalla a modo de fila, columna, o bloque, que contiene iconos o botones que, al ser presionados, activan ciertas funciones de una aplicación. También es el área de interfaz del usuario que indica y presenta las opciones o herramientas de una aplicación informática, dispuestas en menús desplegables.

## Barras estándar

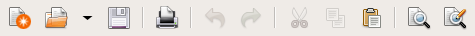
Barra estándar de Gedit 2.x.

Una barra de herramientas estándar contiene los botones para los comandos más usados. La mayor parte de los sistemas operativos ponen en la barra de herramientas funciones principales, que son comunes en muchas aplicaciones, como: Cortar, Copiar, Pegar, Zoom, etc. Otros sistemas de software usan botones muy parecidos para los mismos tipos de comandos. La mayoría de estos son fáciles de entender y de usar. Wikipedia.